# Catilina Aubameyang
Catilina Aubameyang (* 1. September 1983 in Libreville) ist ein ehemaliger gabunischer Fußballspieler.

## Karriere

### Verein
Aubameyang begann 2002 seine Profikarriere beim AC Mailand in der Serie A. Er spielte dort bis 2006 und bestritt nur ein Spiel. Während seiner Zeit bei Milan wurde er an US Triestina, Rimini Calcio, AC Ancona, FC Lugano und FC Chiasso verliehen. Da es beim AC Mailand keine Zukunft für Aubameyang gab, wechselte er zum französischen Drittligisten Paris FC. Zur Saison 2007/08 wechselte er zur AC Ajaccio, bei der er zwei Jahre blieb. Im Januar 2010 schloss er sich dem Stadtrivalen Gazélec FCO Ajaccio an. Am 30. September 2011 wechselte er nach Gabun zum FC Sapins. Nach zwei Jahren verließ er den Verein wieder. In den kommenden vier Jahren spielte er für verschiedene unterklassige italienische Vereine, bevor er 2017 seine Karriere beendete.

## Privates
Catilina ist der ältere Bruder von Willy und Pierre-Emerick. Seine in Frankreich geborenen Brüder sind ebenfalls Fußballprofis. Sein Vater Pierre ist ein ehemaliger Fußballprofi.